# Iron Maiden (àlbum)

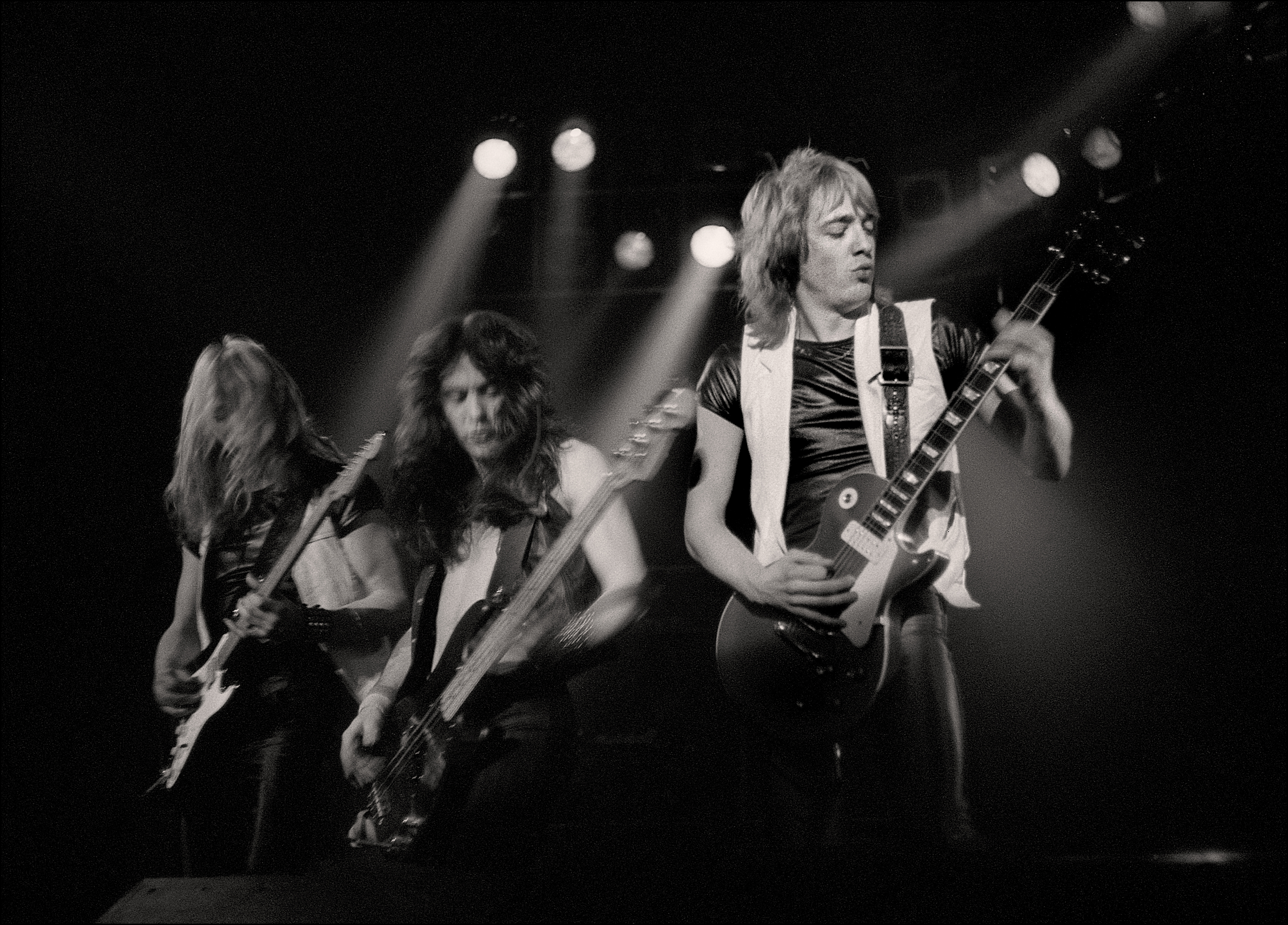
Dave Murray, Steve Harris i Adrian Smith a Manchester el 1980.

Iron Maiden, llançat el 14 d'abril de 1980, és el primer àlbum de Iron Maiden, arribant a la quarta posició a les taules d'àlbums britànics. Va ser llançat per EMI al Regne Unit. L'àlbum va ser llançat pocs mesos després en els Estats Units originalment amb el segell de Harvest/Capitol Records i posteriorment amb Sanctuary/Columbia Records en ambdós amb Sanctuary afegida a la llista de cançons. Aquesta ja havia estat llançada com un senzill al Regne Unit i no apareixia al disc. El 1998, igual com altres àlbums anteriors a The X Factor, l'àlbum va ser rellançat, i Sanctuary va ser agregat a tots els països. L'àlbum va arribar a ser Or al Japó i seria Or als Estats Units el 1988.
Aquest va ser l'únic àlbum produït per Will Malone, qui va mancar d'interès en el projecte i va permetre a la banda produir la majoria de l'àlbum per si mateixos. La banda (especialment Steve Harris) van criticar la qualitat de la producció, però a molts fans els va agradar el so rude, gairebé punk de les cançons. Aquest, a més, va ser l'únic àlbum amb el guitarrista Dennis Stratton, que se'n va anar al cap de poc d'haver llançat el disc. Va ser reemplaçat per Adrian Smith.
Transylvania és una coneguda peça instrumental de la banda que va ser composta pel fundador i el baix Steve Harris. Iced Earth va fer un veure aquesta cançó al seu àlbum Horror Show. Strange World parla sobre una societat distòpica, on la gent mai no envelleix. Entre altres de les que el narrador (cantant) es lamenta aquesta el com "les cares somrients són sempre tan rares" ("smiling faces [are] ever so rare"). Mentrestant Charlotte the Harlot és la primera de quatre cançons que fan referència a la prostituta no-fictícia Charlotte. L'èpica cançó de 7 minuts Phantom of the Opera continua com una de les favorites dels fans, i encara és tocada en molts concerts, mentre que en la presentació en viu de la cançó Iron Maiden sovint apareix a l'escenari la mascota del grup Eddie.
Running Free va ser llançada com un single el 23 de febrer de 1980 i va assolir el lloc 34 a la taula de singles del Regne Unit. La banda va presentar la cançó en viu en el programa del Regne Unit "Top Of The Pops". El comú per als artistes era fer Play Back, i Iron Maiden va ser la primera banda a cantar-la en viu des de the Who el 1972.
El single Sanctuary va ser llançat el 7 de juny i assoleixo el lloc 29 de la taula de posicions. la companyia de management de Rod Smallwood va ser anomenada Sanctuary a causa d'aquesta cançó.
La cançó Prowler és una altra favorita dels fans. La cançó va ser tocada sovint en els primers anys de la banda, però després es tocava cada vegada menys. És considerada com un dels seus números més famosos.
En el rellançament de 1998, a part de la incorporació de sanctuary a la llista de cançons, es mostra una coberta diferent de la del disc original. La imatge és la mateixa, excepte que aquesta feta de nou, amb un Eddie amb els ull vermells i alguns canvis a l'escenari, però tot bàsicament on mateix. Tanmateix, en cartells recents, i al lloc web de Iron Maiden, es mostra novament la coberta original, en comptes de la versió "nova".

## Llista i àudio de cançons
1. "Prowler" Arxivat 2009-07-19 a Wayback Machine. (Harris) - 3:52
2. "Sanctuary" Arxivat 2008-12-04 a Wayback Machine. (Harris/Di'Anno/Murray) - 3:12
3. "Remember Tomorrow" Arxivat 2009-07-18 a Wayback Machine. (DiAnno/Harris) - 5:25
4. "Running Free" Arxivat 2009-07-19 a Wayback Machine. (DiAnno/Harris) - 3:14
5. "Phantom of the Opera" Arxivat 2008-12-04 a Wayback Machine. (Harris) - 7:05
6. "Transylvania" Arxivat 2009-07-19 a Wayback Machine. (Harris) - 4:06
7. "Strange World" Arxivat 2008-12-04 a Wayback Machine. (Harris) - 5:40
8. "Charlotte the Harlot" Arxivat 2008-12-04 a Wayback Machine. (Murray) - 4:10
9. "Iron Maiden" Arxivat 2009-07-19 a Wayback Machine. (Harris) - 3:31

## Integrants
- Steve Harris - baixista
- Paul Di'Anno - vocalista
- Dave Murray - guitarrista
- Dennis Stratton - guitarrista
- Clive Burr - bateria